# 코드형 인프라스트럭처
코드형 인프라스트럭처(Infrastructure as code, IaC)는 물리적 하드웨어 구성이나 인터페이스 구성 도구가 아닌 기계가 읽을 수 있는 정의 파일들을 통한 컴퓨터 데이터 센터의 관리 및 프로비저닝 과정이다. 이를 통해 관리되는 IT 인프라스트럭처는 베어 메탈 서버 등의 물리 장비와 가상 머신 및 관련 구성 리소스를 모두 구성한다. 이 정의는 버전 관리 시스템에 속할 수 있다. 수동 프로세스가 아닌 스크립트나 선언형 정의를 사용할 수 있으나 이 용어는 선언적 접근을 제고하기 위해 사용되는 일이 더 많다.
IaC 접근방식은 클라우드 컴퓨팅을 위해 제고되며 서비스형 인프라스트럭처(IaaS)로 마케팅되기도 한다. IaC는 IaaS를 지원하지만 그 둘은 구별된다.

## 같이 보기
- IT 인프라스트럭처
- 서비스형 인프라스트럭처
- 오케스트레이션 (컴퓨팅)